# جایزه افه

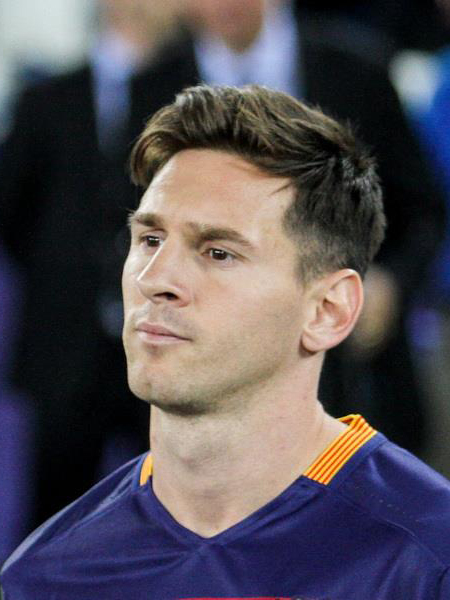
لیونل مسی، رکورددار دریافت این جایزه با ۵ عنوان

جایزه افه (انگلیسی: Trofeo EFE) جایزه‌ای از سوی خبرگزاری افه می باشد که از سال ۱۹۹۰، سالانه به بهترین بازیکن آمریکای لاتین تعلق می‌گیرد. لیونل مسی با پنج بار دریافت این جایزه بیشترین برنده این جایزه می‌باشد.

## برندگان
| فصل       | نام بازیکن                | نام باشگاه                 |
| --------- | ------------------------- | -------------------------- |
| ۹۱–۱۹۹۰   | رومل فرناندز              | تنریف                      |
| ۹۲–۱۹۹۱   | خوزه زالازار              | آلباسته بالومپیه           |
| ۹۳–۱۹۹۲   | ایوان زامورانو            | رئال مادرید                |
| ۹۴–۱۹۹۳   | روماریو                   | بارسلونا                   |
| ۹۵–۱۹۹۴   | ایوان زامورانو            | رئال مادرید                |
| ۹۶–۱۹۹۵   | دیه‌گو سیمئونه             | اتلتیکو مادرید             |
| ۹۷–۱۹۹۶   | رونالدو                   | بارسلونا                   |
| ۹۸–۱۹۹۷   | روبرتو کارلوس             | رئال مادرید                |
| ۹۹–۱۹۹۸   | ریوالدو                   | بارسلونا                   |
| ۲۰۰۰–۱۹۹۹ | مارتین هررا               | دپورتیوو آلاوس             |
| ۰۱–۲۰۰۰   | روبرتو آکونیا             | رئال ساراگوسا              |
| ۰۲–۲۰۰۱   | خاویر ساویولا             | بارسلونا                   |
| ۰۳–۲۰۰۲   | رونالدو                   | رئال مادرید                |
| ۰۴–۲۰۰۳   | رونالدینیو                | بارسلونا                   |
| ۰۵–۲۰۰۴   | دیگو فورلان               | ویارئال                    |
| ۰۶–۲۰۰۵   | پابلو آیمار               | والنسیا                    |
| ۰۷–۲۰۰۶   | لیونل مسی                 | بارسلونا                   |
| ۰۸–۲۰۰۷   | سرخیو آگوئرو              | اتلتیکو مادرید             |
| ۰۹–۲۰۰۸   | لیونل مسی                 | بارسلونا                   |
| ۱۰–۲۰۰۹   | لیونل مسی                 | بارسلونا                   |
| ۱۱–۲۰۱۰   | لیونل مسی                 | بارسلونا                   |
| ۱۲–۲۰۱۱   | لیونل مسی                 | بارسلونا                   |
| ۱۳–۲۰۱۲*  | کریستیانو رونالدو         | رئال مادرید                |
| ۱۴–۲۰۱۳   | دیگو کوستا                | اتلتیکو مادرید             |
| ۱۵–۲۰۱۴   | لوییس سوارز               | بارسلونا                   |
| ۱۶–۲۰۱۵   | کیلور ناواس               | رئال مادرید                |
| ۱۷–۲۰۱۶   | باشگاه فوتبال رئال مادرید | نسخه ویژه                  |
| ۱۸–۲۰۱۷   | ادینسون کاوانی            | پاری سن-ژرمن               |
| ۱۹–۲۰۱۸   | جایزه‌ای داده نشد          | –                          |
| ۲۰–۲۰۱۹   | لیسی سانتوس کاسمیرو       | اتلتیکو مادرید رئال مادرید |
| ۲۱–۲۰۲۰   | لوییس سوارز               | اتلتیکو مادرید             |
| ۲۲–۲۰۲۱   | وینیسیوس جونیور           | رئال مادرید                |
| ۲۳–۲۰۲۲   | وینیسیوس جونیور           | رئال مادرید                |
| ۲۴–۲۰۲۳   | وینیسیوس جونیور           | رئال مادرید                |